# Argia indicatrix
Argia indicatrix – gatunek ważki z rodziny łątkowatych (Coenagrionidae). Występuje na terenie Ameryki Środkowej.